# Castello di Melfi

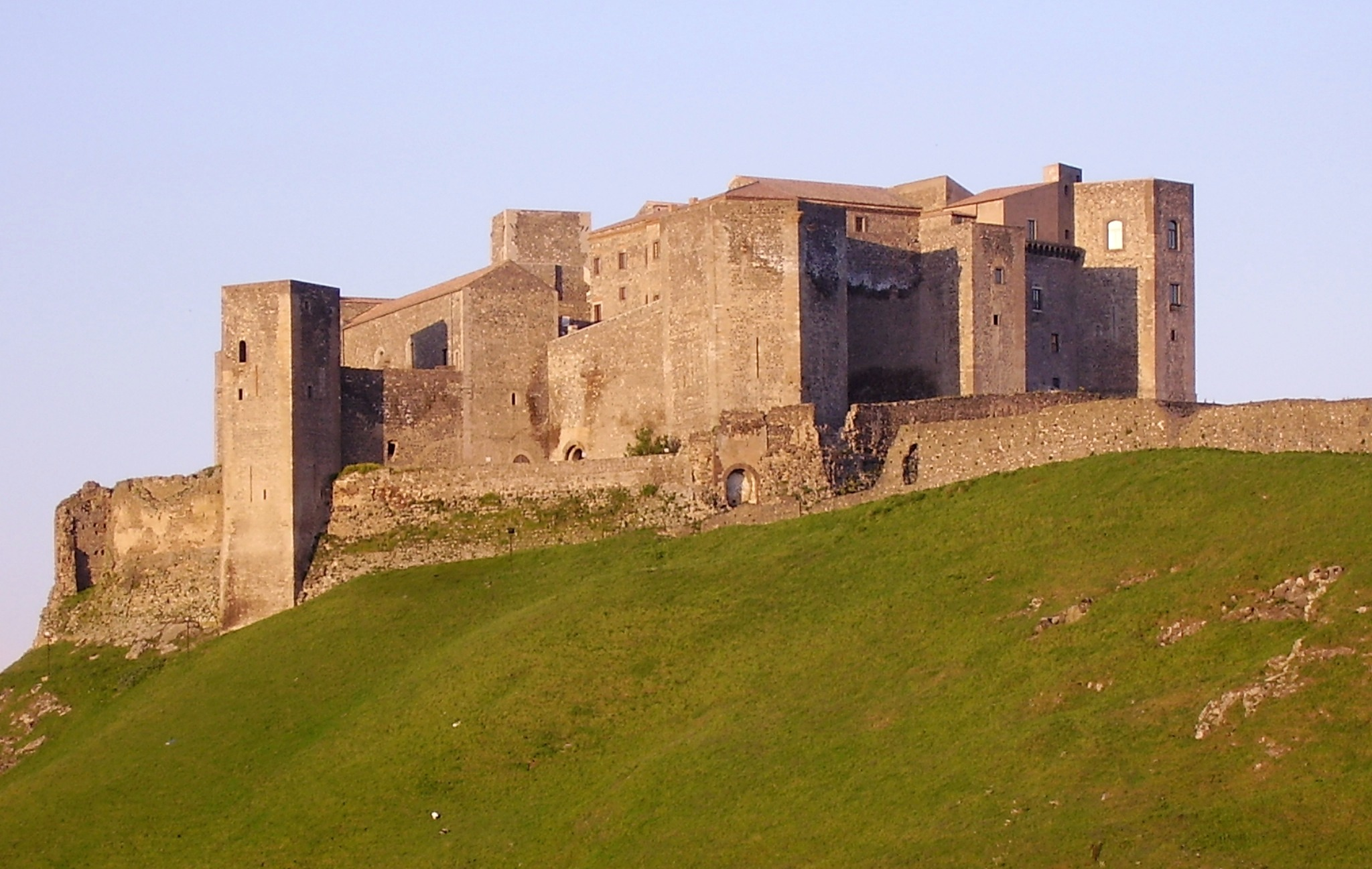
Das Castello di Melfi

Das Castello di Melfi (Burg von Melfi) ist eine der bedeutendsten mittelalterlichen Festungen Süditaliens. Es befindet sich im Besitz des italienischen Staates.
Seine Gründung, soweit dies von den noch vorhandenen Überresten abzuleiten ist, geht auf die normannische Eroberung Süditaliens zurück. Die Burg hat im Laufe der Zeit beträchtliche Veränderungen erfahren, vor allem in der Zeit des Hauses Anjou und unter der Krone Aragon.

## Geschichte

### Die normannische Periode

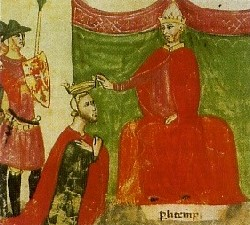
Papst Nikolaus II. ernennt unterhalb der Burg während des ersten Konzils von Melfi Robert Guiskard zum Herzog von Apulien und Kalabrien.

Die Burg wurde Ende des 12. Jahrhunderts von den Normannen an einer strategischen Position erbaut. Sie lag am Weg zwischen Apulien und Kampanien. Der Standort war wesentlich für die Verteidigung sowie als Stützpunkt für die Verbündeten. Die Burg war während der normannischen Epoche Schauplatz historischer Ereignisse.
In Melfi, das Hauptstadt der Contea di Puglia (Grafschaft Apulien) war, fanden zwischen 1059 und 1137 fünf Konzile unter fünf verschiedenen Pontifikaten statt. Im Juni 1059 unterschrieb Papst Nikolaus II. dort den Trattato di Melfi, vom 3. bis zum 25. August feierte er das Erste Konzil von Melfi und schließlich erkannte er mit dem Konkordat von Melfi die Eroberungen der Normannen an. Der Papst ernannte Robert Guiskard zum Herzog von Apulien und Kalabrien. Melfi wurde zur Hauptstadt des Reiches ernannt. Robert Guiskard schickte seine erste Frau, Alberada von Buonalbergo, ins Exil, um Sikelgaita von Salerno zu heiraten.
Auf der Burg wurden weitere Konzile abgehalten: Papst Alexander II. leitete vom 1. August 1067 an das Zweite Konzil von Melfi; er empfing den langobardischen Fürsten von Salerno, Gisulf II., sowie die Brüder Robert Guiskard und Roger I. Während des Dritten Konzils von Melfi verfügte Papst Urban II. den Ersten Kreuzzug ins „Heilige Land“. Papst Paschalis II. berief im Jahr 1101 das Vierte Konzil von Melfi ein, Papst Innozenz II. schließlich im Jahr 1137 das fünfte und letzte an diesem Ort. Im Jahr 1130 fand ein von der Kirche nicht anerkanntes Konzil statt, das vom Gegenpapst Anaklet II. einberufen worden war, der das Königreich Sizilien stiftete.

### Die Periode der Staufer
Nach Ankunft der Staufer legte Friedrich II. großen Wert auf die Burg und ließ daran einige Arbeiten vornehmen. Im Jahr 1231 wurde sie Schauplatz der Verkündung der Konstitutionen von Melfi, einer Gesetzessammlung des Königreichs beider Sizilien, an deren Ausarbeitung neben Friedrich II. auch Personen wie sein Notar Petrus de Vinea und der Philosoph und Mathematiker Michael Scotus teilnahmen. Die Burg wurde auch als Aufbewahrungsort der in der Basilikata eingenommenen Steuern und als Gefängnis genutzt. Unter den verschiedenen Gefangenen befand sich auch der Sarazene ʿUthmān ibn ʿAffān aus Lucera, der nach Zahlung von 50 Goldunzen freigelassen wurde. Im Jahr 1232 hatte Friedrich II. den Marchese di Monferrato und dessen Nichte Bianca Lancia zu Gast, die später seine Frau werden sollte und die ihm den Sohn Manfred gebar. Im Jahr 1241 ließ der Stauferkönig in dem Gebäudekomplex zwei Kardinäle und mehrere französische und deutsche Bischöfe festsetzen, die sich mutmaßlich an einem päpstlichen Konzil beteiligen wollten, das seine Absetzung vorsah.

### Die Periode des Hauses Anjou und die folgenden Abschnitte
Mit dem Niedergang der Staufer und dem Aufkommen der neuen Herrscher des Hauses Anjou wurde das Castello stark erweitert und erneuert. Darüber hinaus wurde es im Jahr 1284 von Karl II. zur offiziellen Residenz seiner Frau Maria von Ungarn erwählt. Im 16. Jahrhundert wurde es unter aragonesischer Herrschaft verändert und anschließend nacheinander Eigentum der Acciaiuoli, der Marzano, der Caracciolo und schließlich ab 1531 der Doria, die es bis 1950 besaßen. Die Burg wurde von zwei schweren Erdbeben in den Jahren 1851 und 1930 betroffen, die es aber, anders als viele Gebäude in Melfi, die schwer beschädigt wurden, so gut wie unbeschädigt überstand. Heute beherbergt das Gebäude das im Jahr 1976 eingeweihte Museo archeologico nazionale del Melfese.

## Struktur

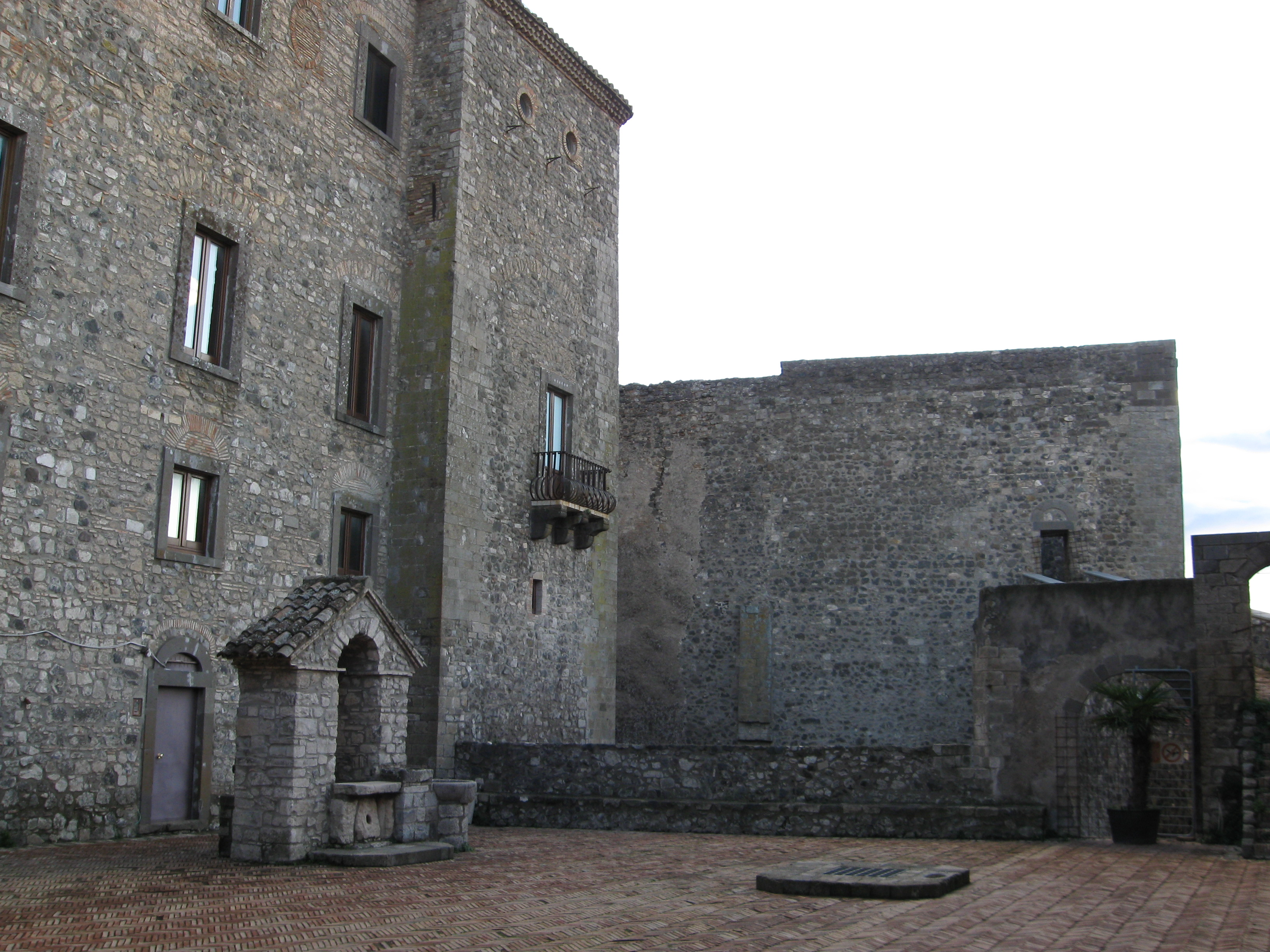
Burginneres

Die Burg Melfi unterlief im Laufe der Zeit zahlreiche Veränderungen und zeigt heute eine Architektur, die mehrere Stile vereint. Ihr mittelalterlicher Charakter wurde indes gewahrt. Sie wird von zehn Türmen geprägt, von denen sieben rechteckig und drei fünfseitig sind:
- Torre dell'Ingresso (Eingangsturm)
- Torre dello Stendardo o dei Cipressi (Fahnenturm oder Turm der Zypressen)
- Torre della Secretaria o Della Terrazza (Verwaltungsturm oder Turm der Terrasse)
- Torre del Baluardo del Leone (Turm des Löwenschutzwalls)
- Torre dell'Imperatore o dei Sette Venti (Turm des Kaisers oder Turm der sieben Winde)
- Torre senza nome, restano solo i ruderi (namenloser Turm, von dem nur Ruinen übrig sind)
- Torre di Nord Est o Torrita Parvula (Nordöstlicher Turm oder Parvula-Türmchen)
- Torre delle Carceri o di Marcangione (Kerker-Turm oder Marcangione-Turm)
- Torre della Chiesa (Kirchturm)
- Torre dell'Orologio (Uhrturm)

Das Castello di Melfi hat vier Zugänge, von denen heute lediglich einer nutzbar ist. Der erste, der sich im Nordosten nahe der Torre Parvula befand, bot einen direkten Zugang zum umliegenden Ackerland und ist heute vermauert. Der zweite ist ebenfalls zugemauert und befindet sich in der Nähe der Torre della Chiesa. Der dritte, Hauptzugang zur Zeit der Anjou, befindet sich im Südwesten beim Torre del Baluardo del Leone und gestattete den Zugang zum Burggraben sowie zur Stadt. Der einzig noch nutzbare Zugang wurde von den Doria geschaffen und bestand früher aus einer Zugbrücke. Das Innere der Burg wurde vom 17. bis zum 19. Jahrhundert von den Doria in einen Palast umgestaltet, hat jedoch einige Merkmale des normannisch-staufischen Stils beibehalten.
An diesem heute noch zugänglichen Tor befindet sich ein Portal aus dem achten Jahrhundert mit Inschriften, die an die Taten von Karl V. und Andrea Doria erinnern. Dahinter befindet sich ein Hof, von dem aus die Stallungen sowie zwei weitere Höfe, dello Stallaggio e del Mortorio, erreicht werden können. All diese wurden unter den Anjou auf Befehl von Karl II. zwischen 1278 und 1281 geschaffen. Ebenfalls im Stil der Anjou sind die Sala del Trono (Thronsaal), der das Museum beherbergt und sich auf der nördlichen Seite befindet, und die darunterliegende Sala degli Armigeri. Erwähnenswert ist auch die Sala delle Scodelle (Schalensaal), wo die Costituzioni di Melfi proklamiert wurden.

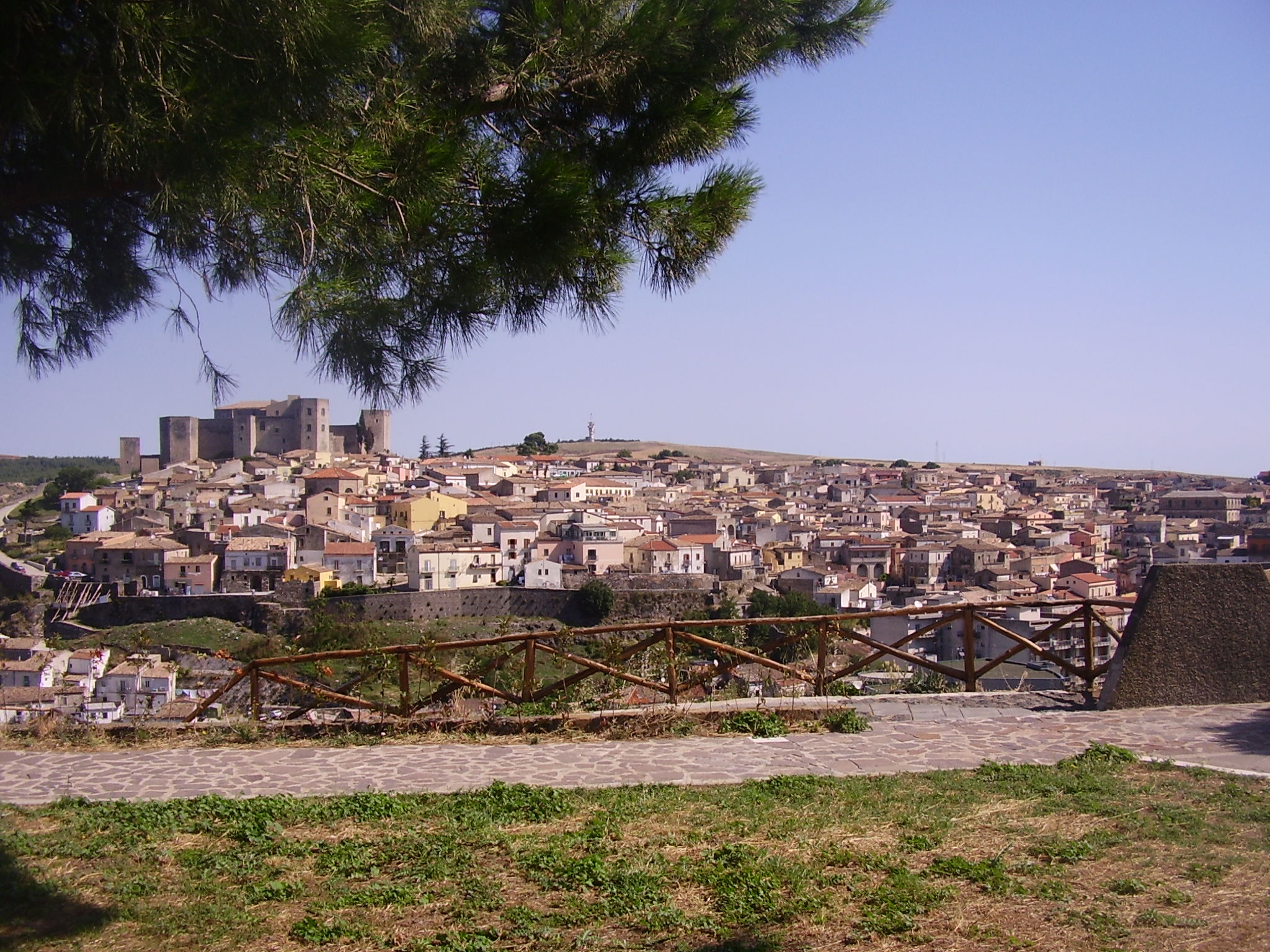
Melfi
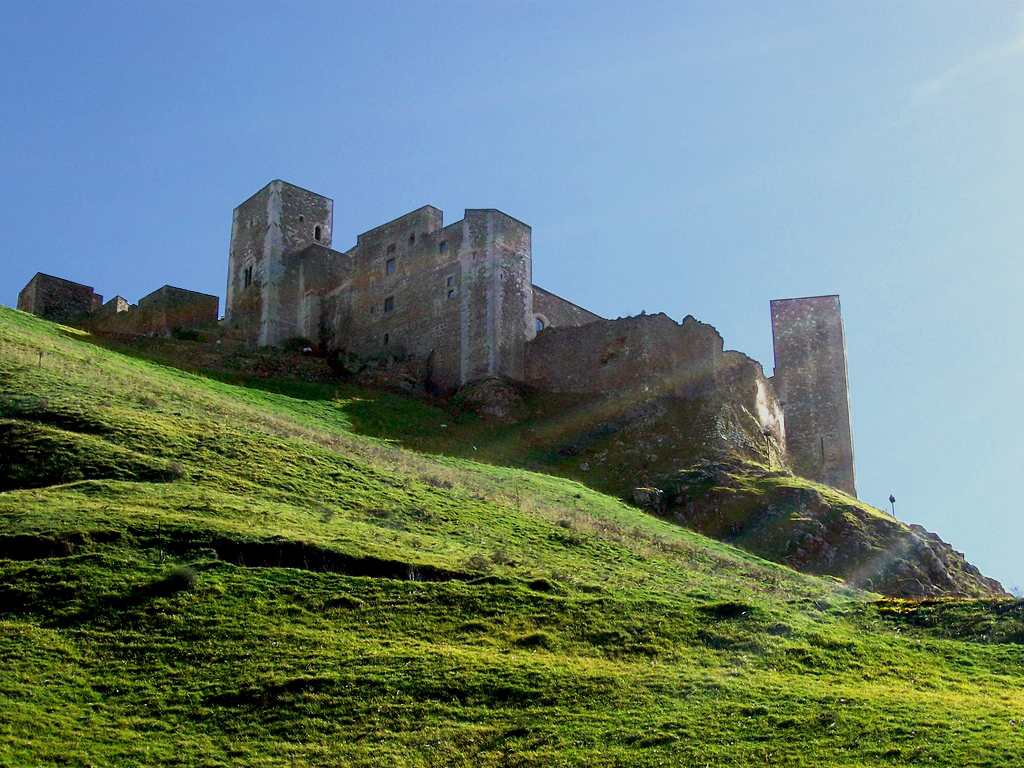
Das Kastell
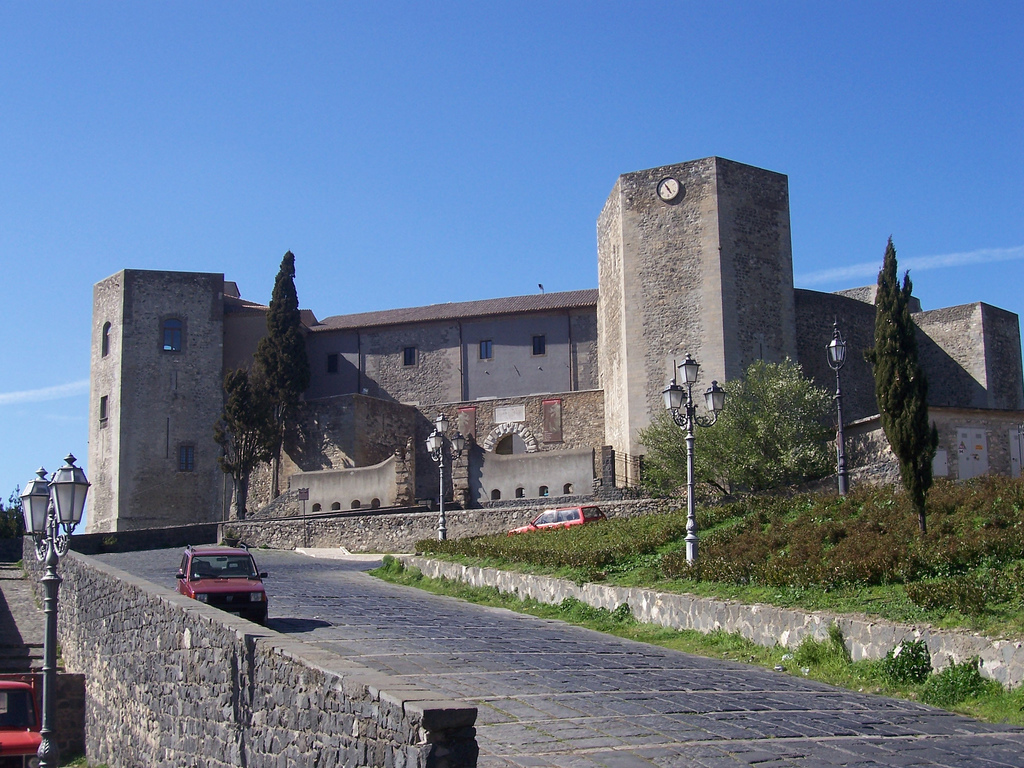
Auffahrt
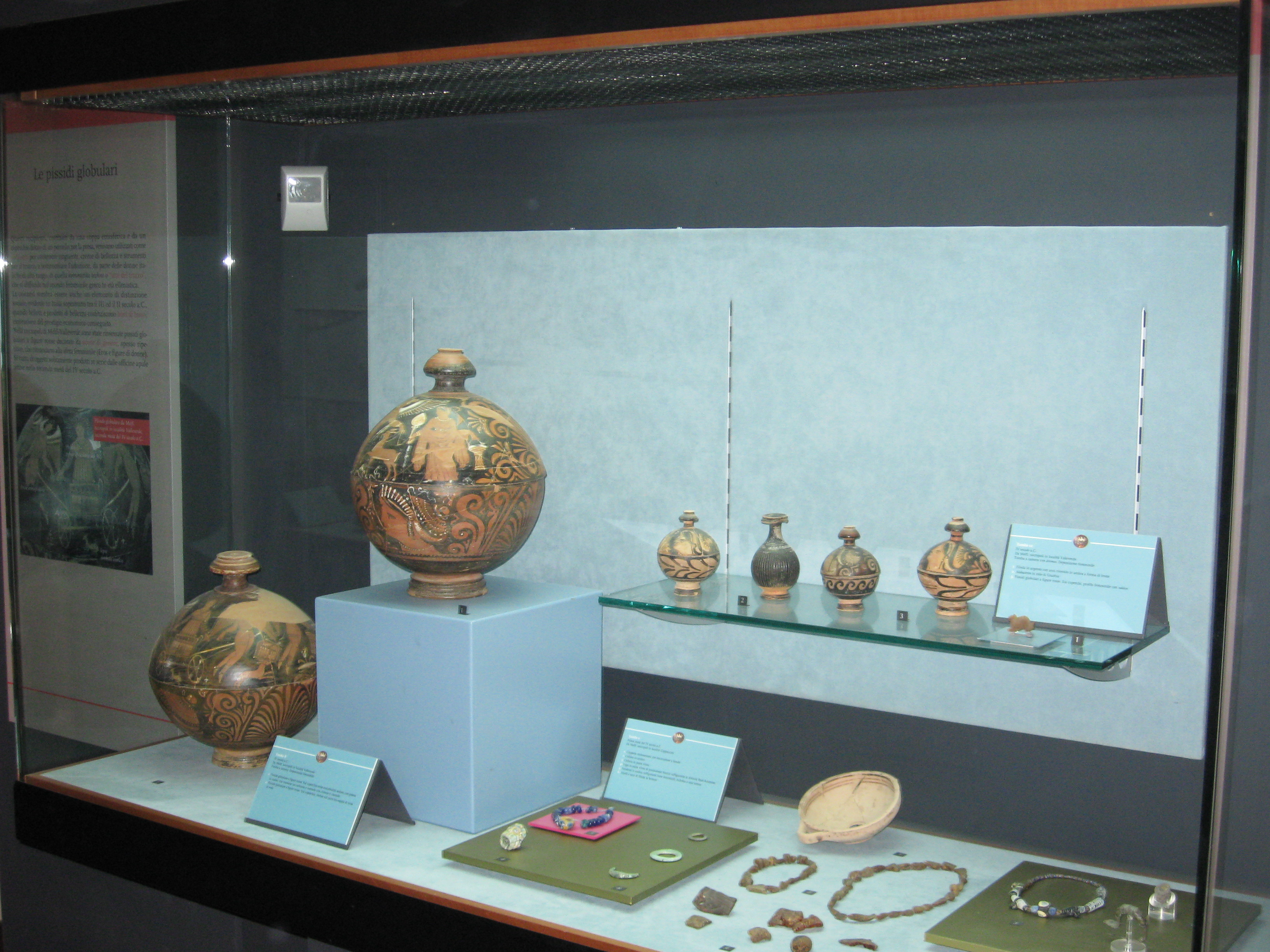
Ausstellung